# (473056) 2015 HR88
(473056) 2015 HR88 es un asteroide perteneciente al cinturón de asteroides, descubierto el 3 de diciembre de 2012 por el equipo del Mount Lemmon Survey desde el Observatorio del Monte Lemmon, Arizona, Estados Unidos.

## Designación y nombre
Designado provisionalmente como 2015 HR88.

## Características orbitales
2015 HR88 está situado a una distancia media del Sol de 3,194 ua, pudiendo alejarse hasta 3,498 ua y acercarse hasta 2,890 ua. Su excentricidad es 0,095 y la inclinación orbital 10,96 grados. Emplea 2085 días en completar una órbita alrededor del Sol.

## Características físicas
La magnitud absoluta de 2015 HR88 es 16,2.